# Het Zeen

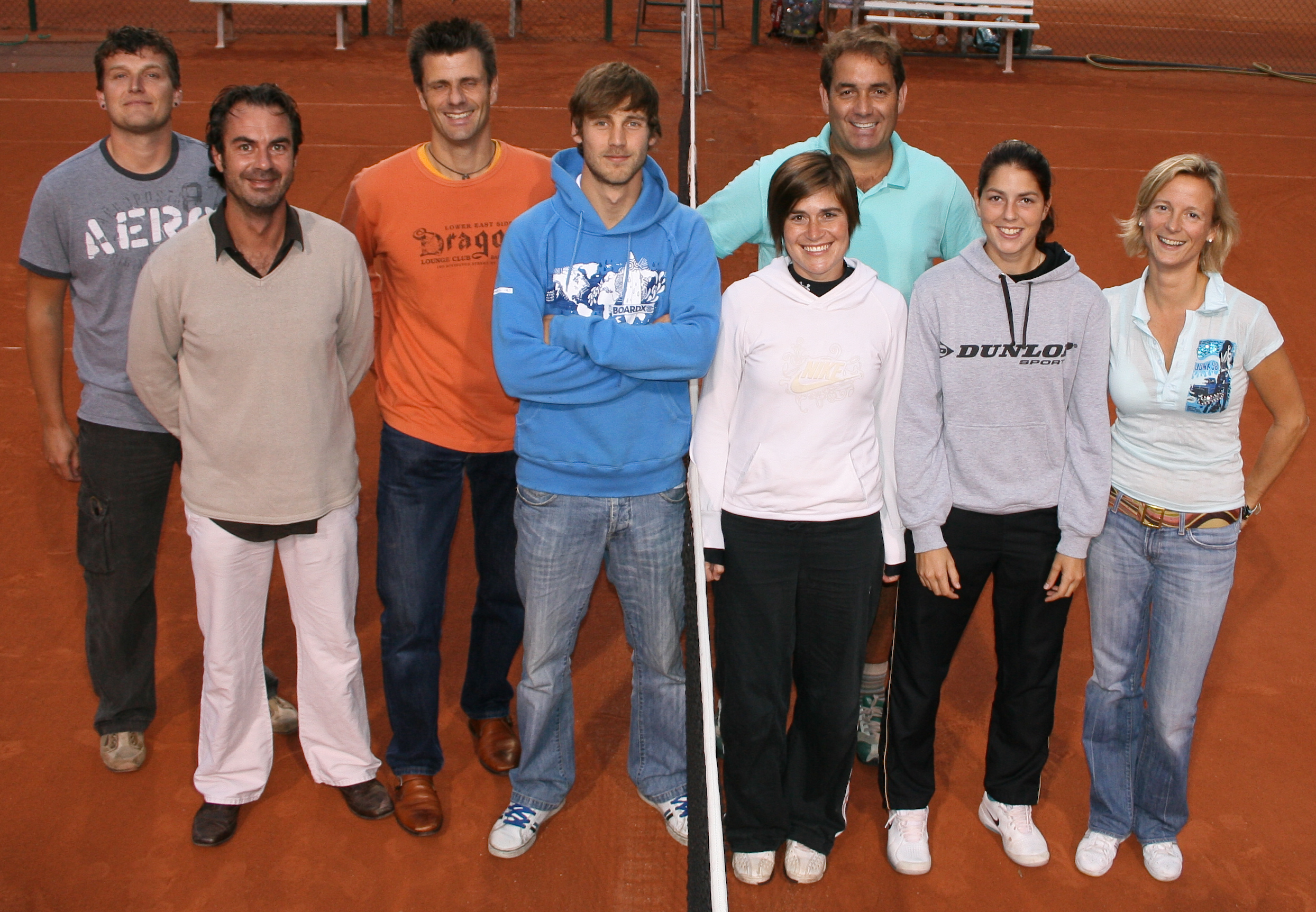
Het trainersteam van Het Zeen

Het Zeen is een tennisclub in de Belgische deelgemeente Sterrebeek in de Zeenstraat.
Met zijn 835 leden hoort Het Zeen tot de grotere tennisclubs van België.

## Geschiedenis
In 1984 zou door Lucien Decraen en Guido Paques het gemeentebestuur worden gepolst of zij bereid zou zijn om tennisaccommodaties in te richten in Sterrebeek. De respons op een enquête onder de Sterrebekenaars voor tennisinteresse was groot en de gemeente Zaventem-Sterrebeek reageerde daarom ook positief om voor tennisvelden te zorgen op voorwaarde dat er een (tennis)club bereid zou zijn om de organisatie op zich te nemen. Tennisclub Het Zeen werd gesticht op 23 december 1984 onder invloed van de twee initiatiefnemers hierboven, statutair bekrachtigd op 31 januari 1985.
Er werd besloten om te opteren voor een Vlaamse en plaatsgebonden naam voor de club. “Het Zeen” werd toen gekozen omdat deze benaming verwijst naar zijn ligging langsheen de Zeenstraat, een eeuwenoude straat langs de Sterrebeek, een beek die de gemeente haar naam gaf . De Zeenstraat – vroeger Broekstraat – herinnert nog aan het middeleeuws beemdengebied langs de beneden- en bovenloop van de Sterrebeek.
De gemeente zette daarop het licht op groen voor de aanleg van 3 buitenvelden in brique met verlichting en in mei 1985 was tennissport in Sterrebeek een feit. 350 leden sloten zich aan in het eerste jaar. Een ledenstop was noodzakelijk wegens beperkte aantal tennisvelden. In 1986 werden reeds twee bijkomende velden aangelegd met eigen kapitaal weliswaar op gronden van de gemeente en verlicht. Tennis werd populairder en het ledenaantal groeide gestaag.
In 1990 werd besloten om ook in de winter tennis aan te bieden aan de leden en werd alzo de grondslag gelegd voor een sporthal met 3 velden. De club bereikte in 1999 zijn huidige vorm qua infrastructuur met 8 speelvelden in brique, waarvan 4 overdekt. Het ledenaantal heeft zich de laatste jaren gestabiliseerd en situeert zich nu (2009) tussen de 800 en 1000 leden.

### Ledenaantal
| Jaar | Ledenaantal | Verandering t.o.v. vorig jaar |
| ---- | ----------- | ----------------------------- |
| 1989 | 325         | N.V.T.                        |
| 1990 | 395         | +21,54%                       |
| 1991 | 520         | +31,65%                       |
| 1992 | 600         | +15,38%                       |
| 1993 | 715         | +19,17%                       |
| 1994 | 785         | +9,79%                        |
| 1995 | 805         | +2,55%                        |
| 1996 | 802         | -0,37%                        |
| 1997 | 895         | +11,60%                       |
| 1998 | 903         | +0,89%                        |
| 1999 | 907         | +0,44%                        |
| 2000 | 960         | +5,84%                        |
| 2001 | 895         | -6,77%                        |
| 2002 | 970         | +8,38%                        |
| 2003 | 982         | +1,24%                        |
| 2004 | 1095        | +11,51%                       |
| 2005 | 1007        | -8,04%                        |
| 2006 | 1030        | +2,28%                        |
| 2007 | 985         | -4,37%                        |
| 2008 | 905         | -8,12%                        |
| 2009 | 880         | -2,76%                        |
| 2010 | 896         | +1,82%                        |
| 2011 | 762         | -14,96%                       |
| 2012 | 835         | +9,10%                        |